# Раціборівка

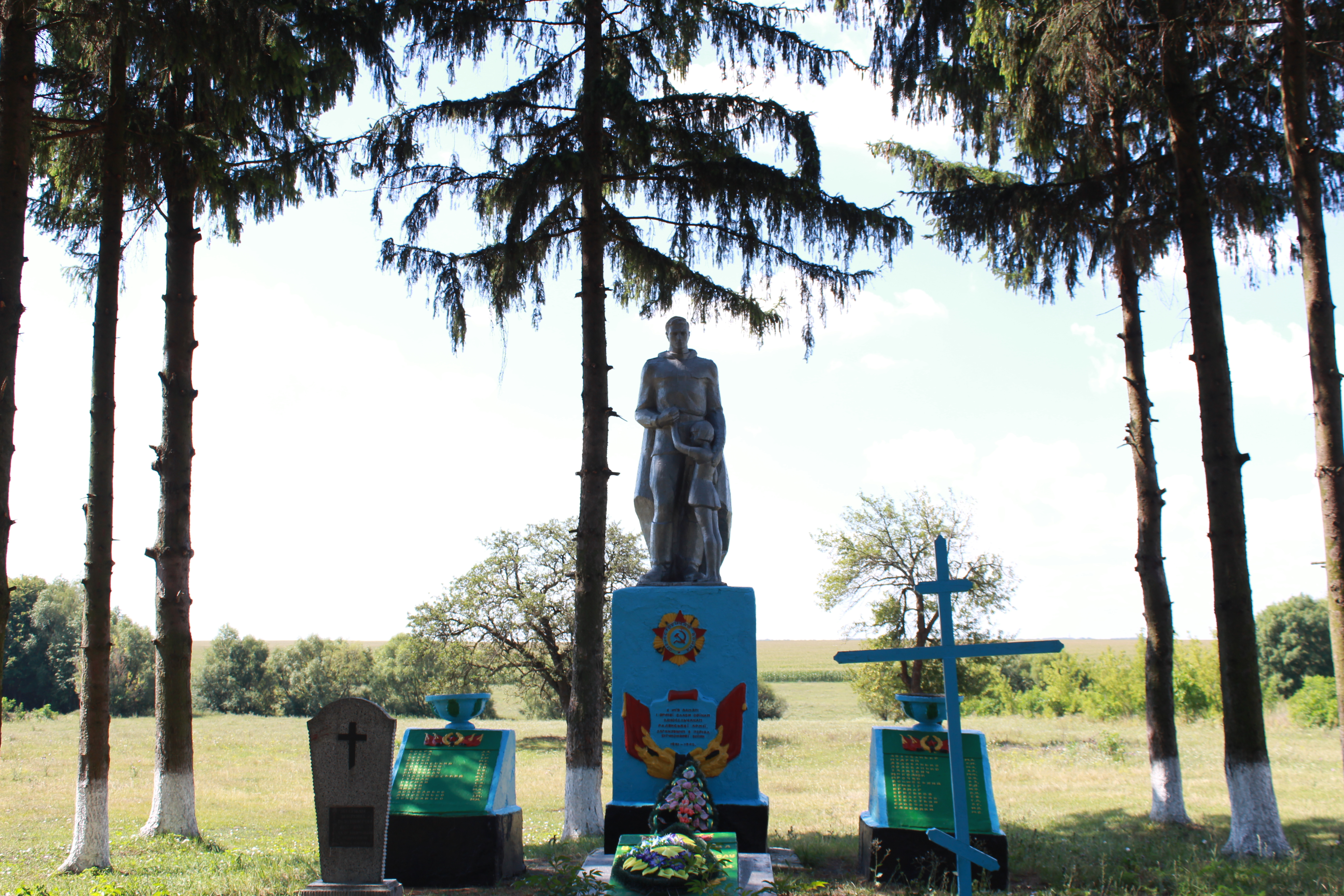
Пам'ятний знак на честь воїнів-односельчан, с. Раціборівка

Рацібо́рівка — село в Україні, у Волочиському районі Хмельницької області. Населення становить 125 осіб. До 2018 орган місцевого самоврядування — Соломнянська сільська рада.

## Символіка
Затверджена 18 липня 2023 р. рiшенням № 18-29/2023 XXIX сесії міської ради VIII скликання. Автор — В. М. Напиткін.

### Герб
У червоному щиті три золотих списи, розташовані у вигляді зірки, середній вістрям донизу, а бічні — догори, супроводжувані по сторонам двома срібними протиоберненими лемахами, знизу — срібною підковою вушками догори. Щит вписаний в декоративний картуш і увінчаний золотою сільською короною. Унизу картуша напис «РАЦІБОРІВКА» і рік «1756».
У гербі використовується стилізований герб Еліта, символ Раціборівських; водночас два лемехи — символ сільського господарства.

### Прапор
На червоному квадратному полотнищі три жовтих списи, розташовані у вигляді зірки, середній вістрям донизу, а бічні — догори, супроводжувані по сторонам двома білими протиоберненими лемахами, знизу — білою підковою вушками догори.

## Історія
7 (20) листопада 1917 року, відповідно до Третього Універсалу Української Центральної Ради, увійшло до складу Української Народної Республіки.

### Голодомор в Раціборівці
За даними різних джерел в селі в1932 — 1933 роках загинуло близько 15 чоловік. На сьогодні встановлено імена 6. Мартиролог укладений на підставі поіменних списків жертв Голодомору 1932—1933 років, складених Соломнянською сільською радою. Поіменні списки зберігаються в Державному архіві Хмельницької області.
- Бобра Іван Семенович, 75 р., 1933 р.,
- Бобра Франц Францович, 54 р., 1933 р.,
- Гурман Василь Захарович, 70 р., 1933 р.,
- Гурман Надія Іллівна, 12 р., 1933 р.,
- Дикун Лука Васильович, 67 р., 1933 р.,
- Дикун Марія Захарівна, 59 р., 1933 р.,

### Незалежна Україна
12 червня 2020 року, відповідно до розпорядження Кабінету Міністрів України № 727-р «Про визначення адміністративних центрів та затвердження територій територіальних громад Хмельницької області», увійшло до складу Волочиської міської громади.
19 липня 2020 року, в результаті адміністративно-територіальної реформи та ліквідації Волочиського району, увійшло до складу новоутвореного Хмельницького району.

## Галерея

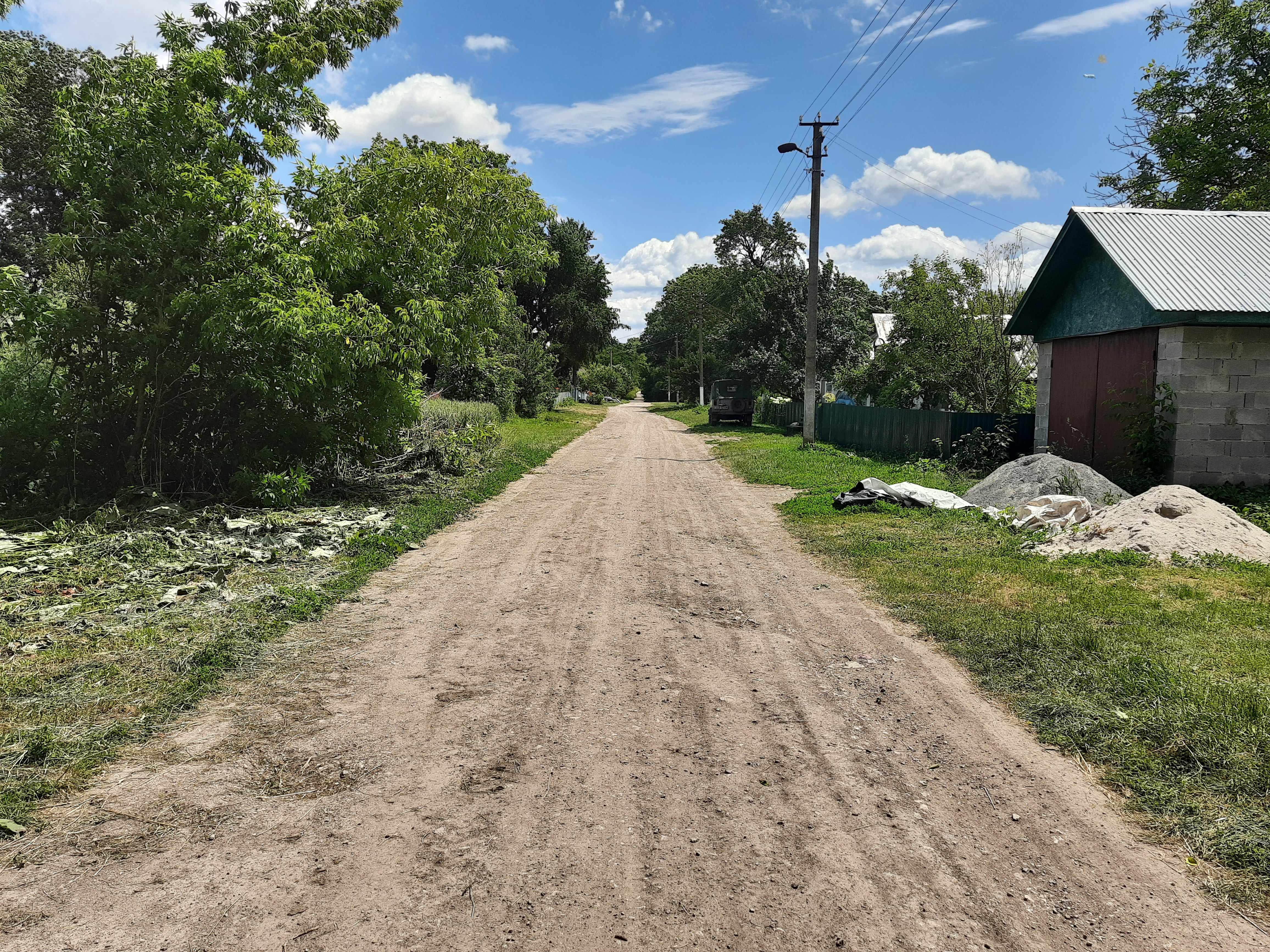
Сільська вулиця
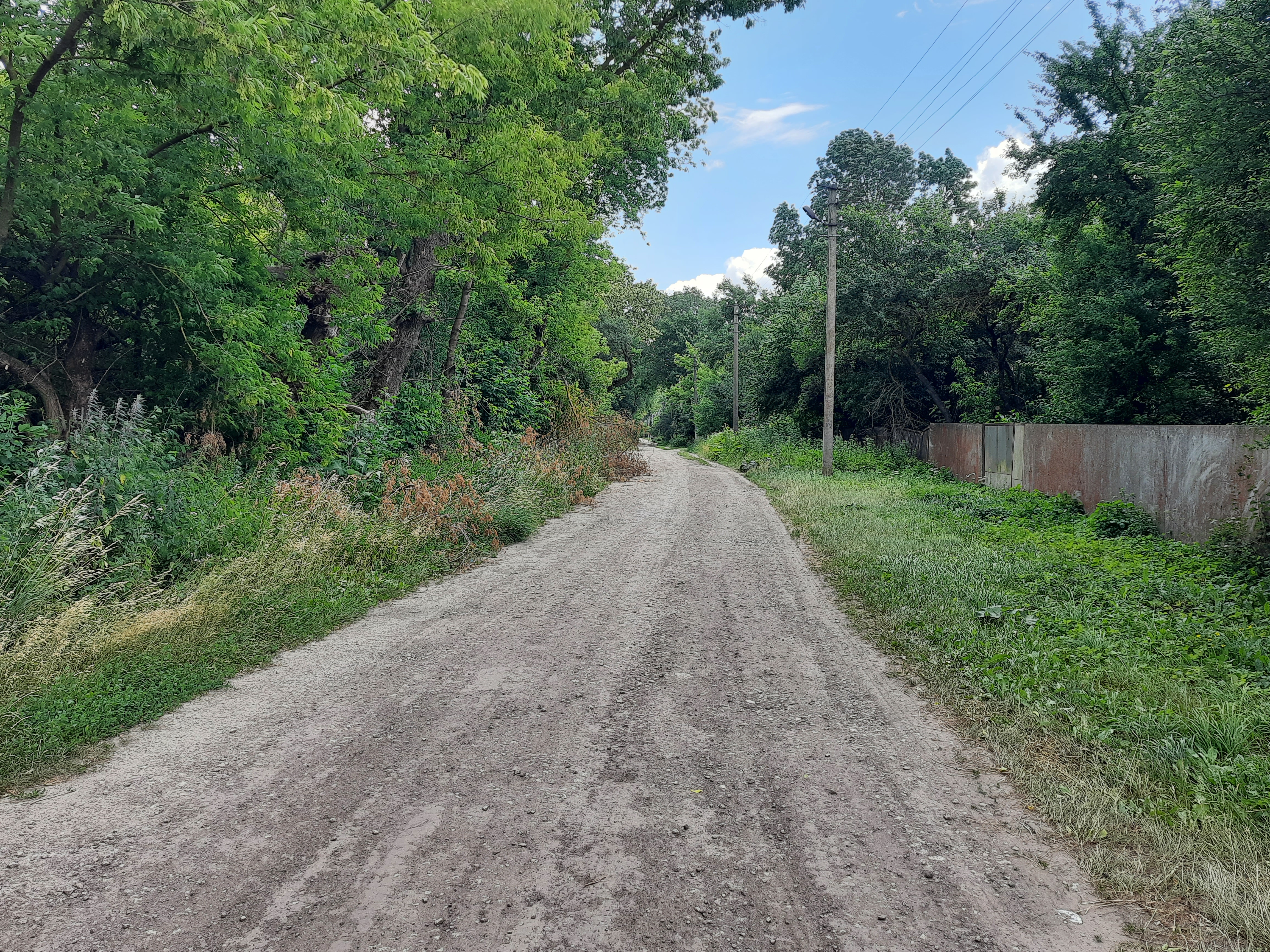
Сільська вулиця
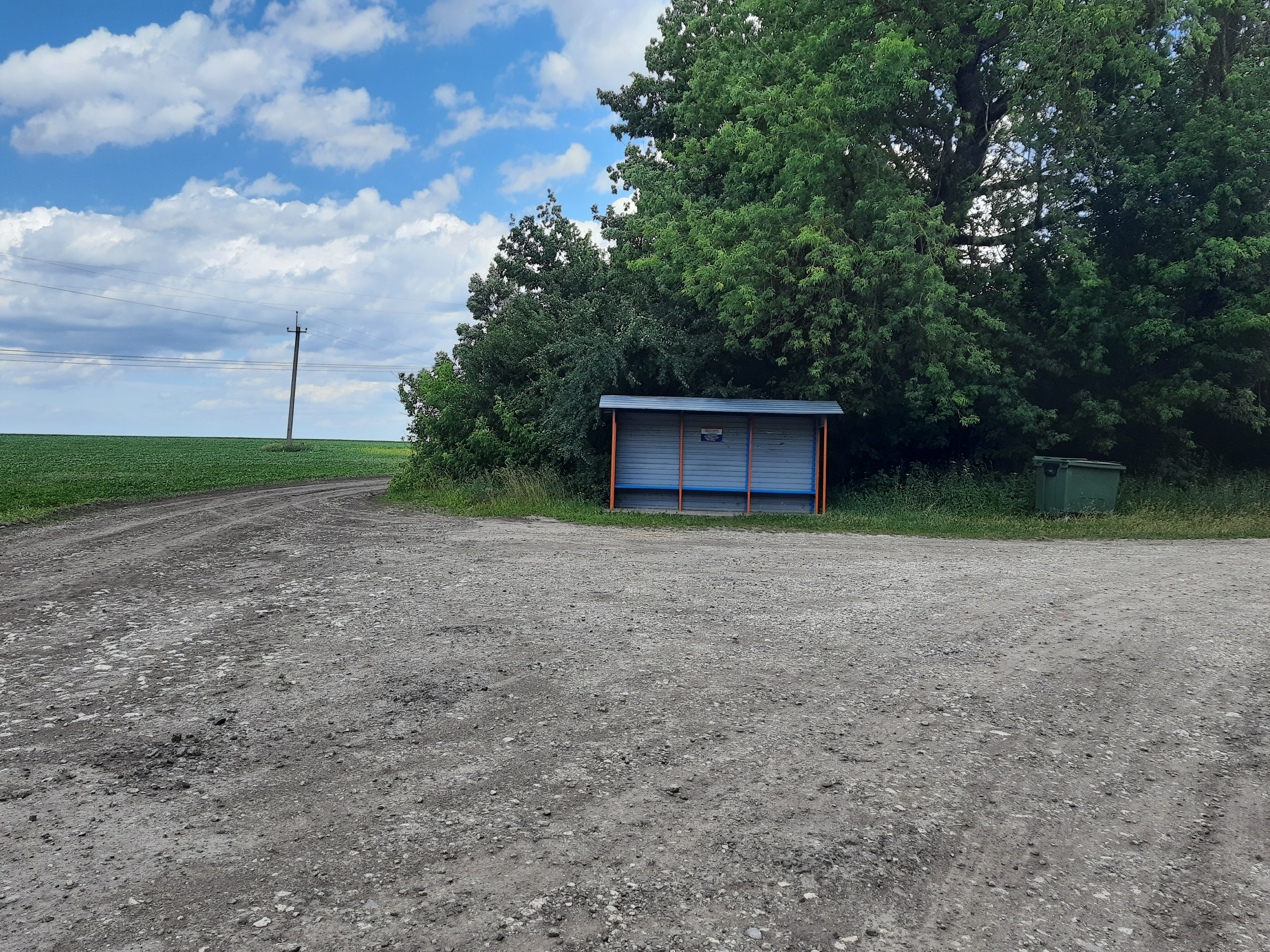
Автобусна зупинка
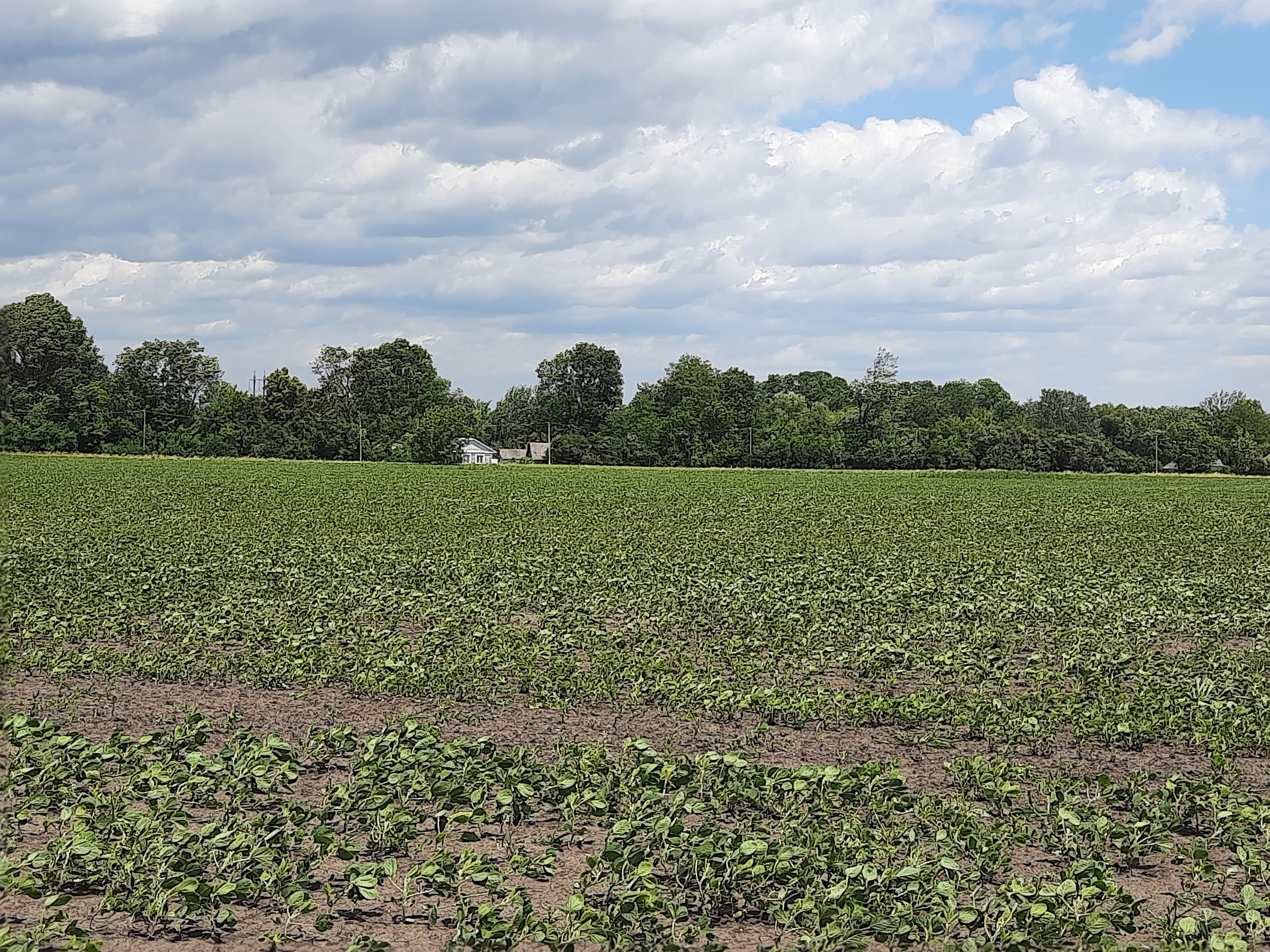
Сільський краєвид